# Paris-Roubaix 1943
La 41e édition de la course cycliste Paris-Roubaix a eu lieu le 25 avril 1943 et a été remportée par le Belge Marcel Kint.

## Classement final
|    | Cycliste             | Équipe           | Temps           |
| -- | -------------------- | ---------------- | --------------- |
| 1  | Marcel Kint          | -                | 6 h 01 min 32 s |
| 2  | Jules Lowie          | -                | + 0 s           |
| 3  | Louis Thiétard       | Metropole-Dunlop | + 0 s           |
| 4  | Achiel Buysse        | Dilecta          | + 0 s           |
| 5  | Albert Sercu         | -                | + 0 s           |
| 6  | Camille Danguillaume | Peugeot          | + 36 s          |
| 7  | Lucien Le Guével     | -                | + 36 s          |
| 8  | Briek Schotte        | Europe-Dunlop    | + 2 min 00 s    |
| 9  | René Adriaenssens    | Helyett          | + 2 min 51 s    |
| 10 | Joseph Goutorbe      | -                | + 2 min 51 s    |